# A. J. Sass
Andrew "A.J." Sass  es un autor estadounidense de ficción para niños y adultos jóvenes. Llegó a la fama por su novela contemporánea de grado medio , Ana on the Edge, y un artículo de opinión en Time, en el que analiza la representación de personajes transgénero y no binarios en la literatura juvenil.

## Vida personal
Sass creció en el Medio Oeste y sur de los Estados Unidos. Comenzó a entrenar en patinaje artístico con muy pocos años. Aprobó el Examen de Movimientos de la Asociación de Patinaje de Estados Unidos cuando estudiaba Derecho. Trabajó en la redacción técnica y la editoría legal mientras escribía ficción. Su primera novela, Ana on the Edge, fue comprada por Little, Brown Books for Young Readers.
Con 33 años aprobó el examen de Patinaje Artístico Senior de Estados Unidos, y empezó a competir en el equipo de patinaje sincronizado IceSymmetrics. Aquí ganó la medalla de bronce en el Campeonato de Patinaje Sincronizado de Estados Unidos en 2018 y la medalla de plata en 2019.
Sass practica la religión judía y es autista. Se define como queer y no-binario, y usa los pronombres él y elle.
Vive en el área de la Bahía de San Francisco.

## Obra destacada
El trabajo de Sass se centra en la intersección entre la fe, la identidad y las alianzas.

### Ana on the Edge
Es la primera novela de Sass. Sigue la vida de Ana-Marie Jin, de doce años, actual campeona de patinaje artístico juvenil de Estados Unidos. Ana convive con nuevas y viejas amistades, la dificultad financiera del patinaje artístico profesional y su recién descubierta identidad no binaria.
Fue publicado por Little, Brown Books for Young Readers el 20 de octubre de 2020 y recibió una reseña destacada de Booklist . Ana on the Edge fue nombrada la Elección de los Editores de Booklist,  título Top 10 de la lista arcoíris de la Asociación de Bibliotecas de Estados Unidos, selección de la Lista de Novelas Debut Destacadas de Autores trans y no binarios de la Chicago Review of Books,  y fue incluido en la lista "Títulos favoritos de trans, no binarios y GNC" de 2020 de la Biblioteca Pública de Nueva York. También recibió una crítica favorable en The New York Times Book Review .

### Ellen Outside the Lines
La segunda novela de Sass presenta a Ellen Katz, una niña autista de trece años, que intenta recuperar una antigua amistad en un viaje de estudios a Barcelona. Explora la cultura española y catalana, así como la identidad queer y judía. Está previsto que Ellen Outside the Lines se publique el 22 de marzo de 2022 por Little, Brown Books for Young Readers.

### Campamento QUILTBAG*
En coautoría con Nicole Melleby, Camp QUILTBAG * narra la historia de Abigail Rabb, de doce años, y Kai Lindquist, de trece. Asisten a un campamento de verano para jóvenes queer por razones muy diferentes y pacta ayudarse a instalarse en el campamento mientras exploran su identidad. Está previsto que Algonquin Young Readers lo publique en la primavera de 2023.

## Obras
Novelas
- Ana on the Edge (Little, Brown Books for Young Readers, 2020)
- Ellen Outside the Lines (Little, Brown Books for Young Readers, 2022)
- Campamento QUILTBAG* (Algonquin Young Readers, 2023; coautoría con Nicole Melleby)

Ensayos
- "This is what it Feels Like" en Allies: Real Talk about Showing Up, Screwing Up and Trying Again (Penguin Random House, 2021)

Cuentos
- "Balancing Actis" en This is Our Rainbow: 16 Stories of Her, Him, Them and US (Knopf Books for Young Readers, 2021)

Artículos de opinión
- "Soy una persona no binaria escritora. Los comentarios de J.K. Rowling sobre la identidad de género reforzaron mi lucha para lograr una mejor representación" (Tiempo, 2020)